# Gotthard-Gruppe
Die Gotthard-Gruppe – auch Gotthardberge genannt – ist eine Gebirgsgruppe in der Schweiz im östlichen Teil der Westalpen, die sich auf die Kantone Uri, Graubünden, Wallis und Tessin erstreckt. Ihr höchster Gipfel ist der Pizzo Rotondo, welcher südwestlich vom Gotthardpass liegt.
In den Alpeneinteilungen nach SOIUSA und Schweizer Alpen-Club (SAC) gelten die Gotthardberge nicht als selbständige Gruppe und werden stattdessen verschiedenen benachbarten Gruppen zugeordnet.

## Lage und Fläche
Das Gebiet wird (im Uhrzeigersinn ab Nord) umgrenzt vom Oberalppass, Vorderrhein, Rein da Medel, dessen linkem Quellfluss Froda, Lukmanierpass, Brenno, Tessin, Nufenenpass, Ägene (auch Ägina, linker Zufluss zur Rhone), Rotten (Oberlauf der Rhone), Furkapass, Furkareuss sowie Oberalpreuss und bedeckt eine Fläche von 700 km2.

## Gruppen und Gipfel
Die Gotthardberge werden in folgende sechs Untergruppen eingeteilt:
- Galinakette mit dem Pizzo Gallina 3061 m ü. M.
- Rotondokette mit dem Pizzo Rotondo 3192 m ü. M.
- Lucendrokette mit dem Pizzo Lucendro 2963 m ü. M.
- Chastelhorn-Pizzo-Centrale-Kette mit dem Pizzo Centrale 2999,3 m ü. M.
- Maighels-Curnera-Nalps-Gruppe mit dem Piz Gannaretsch 3040 m ü. M. & Piz Blas 3019 m ü. M.
- Solegruppe mit dem Pizzo del Sole 2773 m ü. M.

## Täler und Orte
Im Inneren der Gruppe gibt es nur kurze Täler, so finden sich die Orte an ihrem Rand: Oberwald, Realp, Hospental, Andermatt, Biasca, Giornico, Faido, Airolo und Bedretto. Am südlichen Ende des Leventina befindet sich ihr niedrigster Punkt auf 292 m ü. M., womit sich eine Differenz zum höchsten von 2900 m ergibt.

## Klima und Wasser
Das Gesamtgebiet wird von zwei Klimazonen beeinflusst: Im Norden von der atlantischen Westwindzone und im Süden vom Mittelmeerklima. Südlich der Kammlinie fallen weniger Niederschläge und die Zahl der Sonnenscheinstunden ist höher. Die Gletscher sind hier eher klein, vom allgemeinen Rückgang ganz abgesehen.
Der grösste Teil der Gruppe, die Hauptgipfel inbegriffen, gehört geologisch betrachtet zum Gotthardmassiv (dort weitergehende Informationen), wo die vier Flüsse Rhone, Rhein (als Rein da Tuma), Reuss und Ticino entspringen und der Vier-Quellen-Weg angelegt wurde.
Auf dem Alpenhauptkamm nur wenig östlich vom höchsten Berg der Gruppe beim Pt. 3025 (einem Nebengipfel des Witenwasserenstocks) liegt der Wasserscheidepunkt zwischen Rhein, Rhône und Po. An ebendieser Stelle treffen auch die Kantone Uri, Tessin und Wallis zusammen.

## Bilder und Weblinks
- Die Gotthard-Gruppe bei Deine Berge.
- Der Vier-Quellen-Weg im Gotthardmassiv.